# Paul Bird Motorsport
Paul Bird Motorsport — британська спортивна мотогоночна команда, яка бере участь у змаганнях з шосейно-кільцевих мотоперегонів, таких як чемпіонат світу MotoGP та британський чемпіонат Супербайк (англ. British Superbike Championship). Заснована у 1996 році Полом Бірдом.

## Історія
З початку свого заснування, команда бере участь у різних класах британського чемпіонату з Aprilia і Honda, вигравши в 1999 році з Джоном МакГіннессом національний титул у класі 250cc. У той період «Paul Bird Motorsport» кілька разів бере участь у Гран-Прі Великої Британії по wild card, тричі у 1998-2000 роках в класі 500сс з Мак-Гіннессом на Honda NSR500 V2.
З 2001 по 2004 роки команда виступає у британському чемпіонаті Супербайк з Ducati, двічі зумівши виграти зі своїми пілотами чемпіонат: у 2002 році разом зі Стівом Хіслопом та Шейном Бірном у 2003-му. У 2002 році пілот команди Стюарт Істон виграє чемпіонат у категорії Supersport.
У 2008 році команда вперше бере участь у чемпіонаті світу Супербайк як повноцінний учасник.
Залишивши світовий чемпіонат Супербайк у 2012 році, команда заявилась для участі у серії MotoGP в «королівському» класі з пілотом Джеймсом Еллісоном, а також повернулася в британський чемпіонат Супербайк з Бірном та Істоном.
У сезоні 2013 року команда в MotoGP була представлена двома пілотами, Майклом Лаверті та Йонні Ернандесом, які виступали на прототипах власної розробки команди PBM, а також мотоциклі ART від Aprilia відповідно.
На сезон 2014 Йонні Ернандес перейшов до команди «Energa T.I. Pramac Racing», на його місце у команду був запрошений австралійський гонщик Брок Паркес. Команда повністю перейшла до використання мотоциклів власної розробки. Гонщикам команди лише іноді вдавалося фінішувати в очковій зоні, проте на Гран-Прі Індіанаполісу відразу два гонщики приїхали успішно. Це сталося вперше за 3 роки виступів команди у MotoGP.
Не маючи змоги конкурувати з представниками заводських команд, після завершення сезону команди вирішила знятись зі змагань у серії MotoGP та сконцентруватись на виступах у британському супербайку.

## Статистика виступів

### MotoGP

#### У розрізі сезонів
| Сезон | Клас   | Назва команди        | Мотоцикл | №  | Гонщик         | Гонки  | Пер  | Под  | ПП   | НК   | ОГ    | МГ | Очки | Місце |
| ----- | ------ | -------------------- | -------- | -- | -------------- | ------ | ---- | ---- | ---- | ---- | ----- | -- | ---- | ----- |
| 2012  | MotoGP | Paul Bird Motorsport | ART      | 77 | Джеймс Еллісон | 18     | 0    | 0    | 0    | 0    | 35    | 16 | 35   | 11    |
| 2013  | MotoGP | Paul Bird Motorsport | ART      | 68 | Йонні Ернандес | 13(18) | 0(0) | 0(0) | 0(0) | 0(0) | 7(21) | 18 | 10   | 12    |
| 2013  | MotoGP | Paul Bird Motorsport | PBM      | 50 | Даміан Кудлін  | 5      | 0    | 0    | 0    | 0    | 0     | —  | 10   | 12    |
| 2013  | MotoGP | Paul Bird Motorsport | PBM      | 70 | Майкл Лаверті  | 18     | 0    | 0    | 0    | 0    | 3     | 25 | 10   | 12    |
| 2014  | MotoGP | Paul Bird Motorsport | PBM      | 23 | Брок Паркес    | 18     | 0    | 0    | 0    | 0    | 9     | 23 | 18   | 12    |
| 2014  | MotoGP | Paul Bird Motorsport | ART      | 70 | Майкл Лаверті  | 18     | 0    | 0    | 0    | 0    | 9     | 24 | 18   | 12    |

Примітка:
1. Результати у дужках відображають підсумковий результат за сезон, включаючи виступи у складі інших команд.

## Цікаві факти
- У сезоні 2013 спонсором команди у серії MotoGP був еротичний інтернет-портал.[5]
- Після завершення сезону 2014 команда припинила участь у MotoGP. Свої 2 місця у складі гонщиків вона продала за 2 млн. € IRTA (міжнародній організації команд-учасниць змагань з дорожніх гонок).[6]